# 1,1-Dipentoxyethan
1,1-Dipentoxyethan (Acetaldehyddipentylacetal, Acetaldehyddiamylacetal) ist ein Acetal, dass sich von Acetaldehyd und Pentanol (Amylalkohol) ableitet.

## Herstellung
1,1-Dipentoxyethan kann durch Addition von Amylalkohol an Acetylen unter Katalyse von Bortrifluorid und Quecksilber(II)-oxid gewonnen werden. Eine andere Synthese ist die Acetalisierung von Acetaldehyd mit Amylalkohol unter Katalyse von Schwefeldioxid.

## Verwendung
In der EU ist es unter der FL-Nummer 06.100 als Aromastoff für Lebensmittel allgemein zugelassen.